# Johann Gottfried Zinn

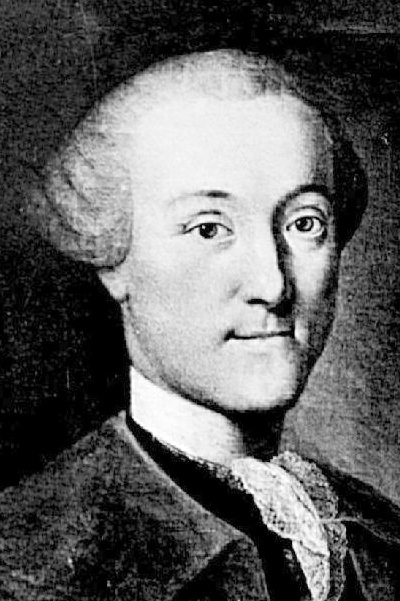
Johann Gottfried Zinn.

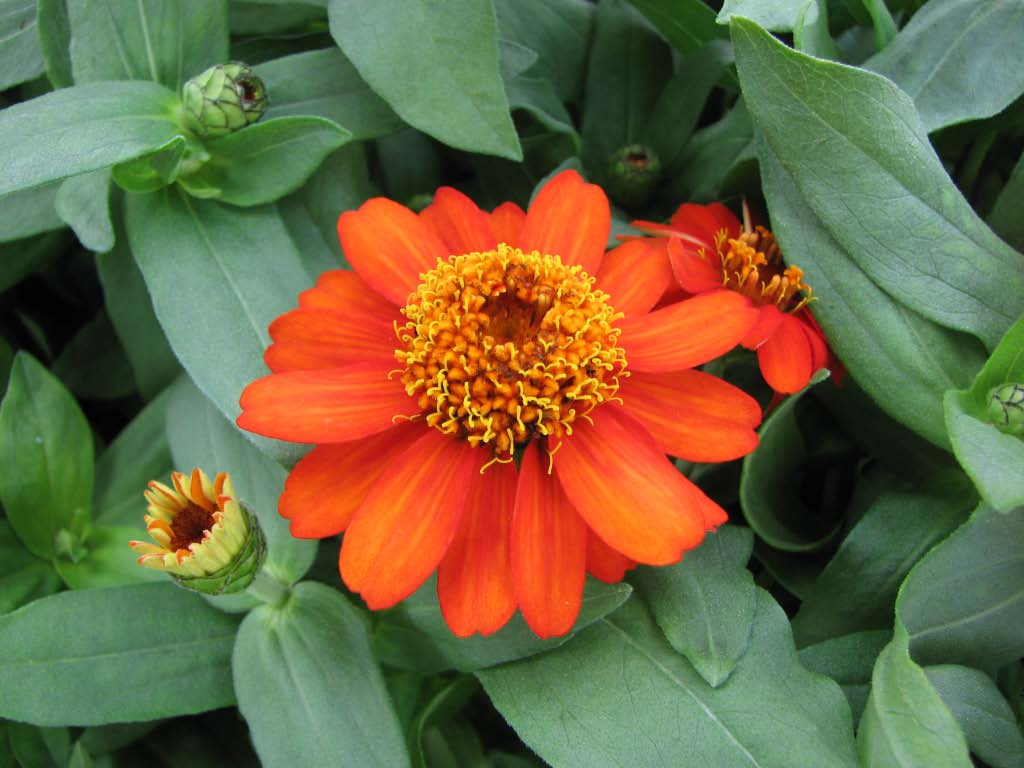
Naar Zinn genoemde bloem Zinnia.

Johann Gottfried Zinn (Schwabach, 6 december 1727 – Göttingen, 6 april 1759) was een Duits anatoom en botanicus.
Ondanks zijn vroege dood leverde hij een belangrijke bijdrage aan de wetenschap: in zijn boek Descriptio anatomica oculi humani schetste hij de eerste gedetailleerde en uitgebreide anatomie van het menselijk oog.
In 1753 werd Zinn directeur van de Botanische tuin van de Universiteit van Göttingen, en in 1755 hoogleraar aan de faculteit geneeskunde. In 1757 beschreef Zinn een orchideeënsoort, de wespenorchis, die tot de familie Orchidaceae behoort. 
Zinn werd ook opgenomen in de Berlijnse Academie. Botanicus Carl Linnaeus benoemde een geslacht van Mexicaanse bloemen in de familie Asteraceae naar hem: de Zinnia.

## Eponiemen
De naam van Zinn is als eponiem verbonden aan de volgende anatomische termen: 
- Zonula ciliaris Zinnii, ook zonula van Zinn genoemd
- Anulus tendineus communis, ook annulus van Zinn genoemd.

- Bibliothèque nationale de France: cb10679582c (data)
- Author citation (botany): Zinn
- Gemeinsame Normdatei: 117005290
- International Standard Name Identifier: 0000 0000 7821 2194
- Library of Congress Control Number: nr00036387
- Mathematics Genealogy Project: 123866
- Nationale Bibliotheek van Tsjechië: nlk20020105619
- Nationale Bibliotheek van Israël: 987007306687905171
- Nederlandse Thesaurus van Auteursnamen: 128297344
- LIBRIS: 334769
- Système universitaire de documentation: 088915352
- Virtual International Authority File: 69696854
- WorldCat: E39PBJk4xJTHB9xK84k9vM8pyd